# Mikhail Kakhovsky
Mikhail Kakhovsky (en russe : Михаил Васильевич Каховский ; en polonais : Michaił Wasiljewicz Kachowski), né en 1734 et mort en 1800, est un général russe qui mena l'armée impériale à la victoire lors de la Guerre russo-polonaise de 1792.

## Biographie

### Débuts militaires
Mikhail Kakhovsky entre dans l'armée en 1752 et en 1758, participe à la guerre de Sept Ans et prend notamment part aux batailles de Zorndorf, Lay et Kunersdorf. Il est nommé lieutenant en 1760, puis capitaine en 1761. 
En 1766 il est promu au grade quartier-maître général. En 1768 il est nommé intendant général de l'armée du prince Alexandre Golitzine et prend part à la guerre russo-turque. En 1770, il rejoint l'armée de Piotr Panine et reçoit l'Ordre de Sainte-Anne. En 1771, il est dans l'armée du prince Vassili Dolgorouki qui opère en Crimée.
Après le premier partage de la Pologne, il prend en charge le Gouvernement de Moguilev. En 1779 il est membre du Collège de la Guerre (en) et en 1783 il commande un corps séparé qui prend part à des opérations en Crimée. En 1784, il est nommé général en chef (en). En 1785, il est fait chevalier de l'Ordre de Saint-Alexandre Nevski.
En 1787, lorsque commence la seconde guerre contre la Turquie, Kakhovsky est nommé commandant de la 2e division et est chargé de contrôler la région de Tauride. En juin 1791, il prend part au siège d'Anapa (es). À la mort du prince Potemkine, le 5 octobre 1791 il reçoit le commandement de l'armée et de la flotte de la mer Noire.

### En Pologne-Lituanie
Lors de la Guerre russo-polonaise de 1792, il commande l'aile gauche de l'armée impériale qui avance à travers l'Ukraine. Après avoir frappé les forces de Józef Poniatowski à la bataille de Dubienka, il marche sur Varsovie. Pour cette victoire qui précipite le deuxième partage de la Pologne, il est fait chevalier de l'ordre de Saint-André, le 28 juin 1792. En conflit avec Valérien Zoubov, le favori de Catherine II, il est cependant limogé et est nommé gouverneur général de Nijni Novgorod et de Penza. 

### Dernières années
En 1794 il se voit confier un nouveau commandement en Crimée. En 1796, il est au service de Paul Ier qui le nome général d'infanterie. Le 5 avril 1797 il reçoit le titre de comte. Mais les faveurs impériales ne durent pas très longtemps. En 1800, en raison de son grand âge, il est démis de ses fonctions. Il décède dans la même année.